# ديفيد سميت
ديفيد سميت (23 يوليو 1976 في المملكة المتحدة - ) (بالإنجليزية: David Smit)‏ هو لاعب كريكت بريطاني. لعب مع Derbyshire Cricket Board ‏.

## وصلات خارجية
- ديفيد سميت على موقع إي آس بي آن كريك إنفو (الإنجليزية)